# Colette Bergé
Pour les articles homonymes, voir Bergé.
Colette Bergé, née le 24 avril 1941 à Neuilly-sur-Seine et morte le 8 mars 2008 à Paris 10e, est une actrice, danseuse et chorégraphe française.

## Biographie
Fille d'un père chorégraphe et d'une mère danseuse, Colette Bergé est la sœur de l'actrice Francine Bergé (née en 1938). Après des études au Conservatoire national supérieur d'art dramatique (promotion 1961), elle débute au cinéma en 1963, avec sa sœur, dans Les Abysses de Nikos Papatakis.
Elle meurt le 8 mars 2008, dans le 10e arrondissement de Paris, à l'âge de 66 ans. Elle est incinérée au crématorium du Père-Lachaise.

## Filmographie

### Cinéma
- 1963 : Les Abysses de Nikos Papatakis : Marie-Louise
- 1973 : Chacal (The Day of the Jackal) de Fred Zinnemann
- 1992 : Le Zèbre de Jean Poiret : Madame Mourleau

### Télévision
- 1961 : Les Jours heureux : Marianne
- 1964 : Les Cinq Dernières Minutes no 29 : Quand le vin est tiré..., de Claude Loursais : Claudine Luriecq
- 1966 : Marie Tudor : Jane Talbot
- 1968 : Flamenca d'Abder Isker, épisode de la série télé Provinces
- 1970 : La Femme en blanc : Marian Halcombe
- 1971 : Le Misanthrope : Eliante
- 1973 : La Provinciale de Philippe Laïk, d'après Ivan Tourgueniev : Daria
- 1976 : Anne jour après jour : Claire
- 1976 : La Vie de Marianne : La religieuse
- 1991 : Riviera : Marguerite

## Théâtre
- 1961 : Les Joies de la famille de Philippe Hériat, mise en scène Claude Sainval, Théâtre des Célestins
- 1963 : Othello de William Shakespeare, mise en scène Marcelle Tassencourt, Odéon-Théâtre de France
- 1964 : Inès de Portugal d'Alejandro Casona, mise en scène Jean Collomb, Festival de Bellac
- 1965 : Léo Burckart de Gérard de Nerval et Alexandre Dumas, mise en scène Pierre Arnaudeau, Théâtre du Tertre
- 1968 : Quoat-Quoat de Jacques Audiberti, mise scène Georges Vitaly, Théâtre La Bruyère
- 1969 : Quoat-Quoat de Jacques Audiberti, mise scène Georges Vitaly, Théâtre des Célestins
- 1970 : Le Procès Karamazov de Diego Fabbri, mise en scène Pierre Franck, Théâtre de la Michodière
- 1972 : L'Ingénu d'Auteuil de Jean Le Marois, mise en scène Georges Vitaly, Théâtre La Bruyère
- 1973 : Le Cavalier seul de [Jacques Audiberti], mise en scène : Marcel Maréchal
- 1974 : La Poupée de Jacques Audiberti, mise en scène Bernard Ballet et Marcel Maréchal, Théâtre du Huitième, Festival d'Avignon
- 1974 : Hölderlin de Peter Weiss, mise en scène Bernard Ballet et Marcel Maréchal, Festival d'Avignon
- 1974 : Fracasse de Serge Ganzl, mise en scène Bernard Ballet
- 1975 : Histoires d'Uccio Esposito-Torrigiani, mise en scène Hortense Guillemard[4]
- 1977 : Vive Henri IV ! ou la Galigaï de Jean Anouilh, mise en scène Nicole Anouilh, Théâtre de Paris
- 1979 : Kings ou Adieu à Shakespeare d'après William Shakespeare, mise en scène Denis Llorca, Maison des arts et de la culture de Créteil